# Гороцвет
Гороцвет (лат. Adonis vernalis), такође зечји мак, гороцват или госпина влас је вишегодишња, зељаста биљка из фамилије љутића (лат. Ranunculaceae), која расте на песковитим стаништима и сушним ливадама. Још једна је биљка из породице која је названа по лику из грчке митологије, лепом ловцу Адонис, док други део њеног латинског назива (лат.  — „пролећни”) потиче од чињенице да цвета у пролеће, од марта до маја. Представља украс Делиблатске пешчаре и у Војводини је ова биљка заштићена од 1978. године. Осим по лепоти, ова биљка је и драгоцена по лековитости и користи се за производњу лекова против срчаних обољења. Управо због тога је знатно проређена. Лепота и лековитост не смеју да заварају – она је отровна.

## Опис биљке
Гороцвет је вишегодишња зељаста биљка са дебелим ризомом. Из ризома се развија 3-4 стабаоца, висине до 40 , са листовима који су перасто издељени на танке, линеарне режњеве. На врху стабла образује се веома крупан, 3-7  у пречнику, цвет чији су крунични листићи многобројни (увек их је више од 15) и светложути. 

## Хемијски састав дроге
Као дрога се користи надземни део биљке са цветом (лат. Adonidis vernalis herba) који садржи:
- око 20 срчаних гликозида међу којима су најбитнији: адонитоксин, адонитоксиген и цимарин;
- флавоноиде;
- кумарине;
- сапонине;
- фитостерине и др.

## Лековито дејство
Користи се код болести кардиоваскуларног система као кардиотоник и јак диуретик, а као седатив код неуровегетативних сметњи, несанице и епилепсије. У хомеопатији се употребљава за лечење хипертиреозе, реуме, запаљења плућа, ангине пекторис. 
Упозорење: ову биљку због отровности не треба користити без стручног надзора!

## Галерија
- Гороцвет
- Гороцвет
- Гороцвет
цвет
- Гороцвет
станиште
- Гороцвет
станиште
- Гороцвет
- Гороцвет